# Eviota pellucida
Eviota pellucida · Gobie Pygmée néon
Espèce
Eviota pellucida', communément nommé Gobie pygmée néon, est une espèce de poissons marins de la famille des Gobiidae.
Le Gobie pygmée néon est présent dans les eaux tropicales du centre de l'Indo-Pacifique.
Ce gobie pygmée est un petit poisson qui atteint une taille comprise de 21 mm de long.